# Липолд I фон Арним
Липолд I фон Арним (на немски: Lippold I von Arnim; † 16 март 1525) е благородник от род фон Арним.
Той е син на Ахим I фон Арним († сл. 1 февруари 1475) и съпругата му Барбара фон Бредов († сл. 1472). Внук е на Ханс III фон Арним († 1447/1451) и правнук на Людеке I фон Арним († 1412) и съпругата му Отилия. Праправнук е на Албрехт I фон Арним († 1372/1375). Брат е на Хайнрих II фон Арним († 1514/1521).

## Фамилия
Липолд I фон Арним се жени за фон Барфус. Те имат шест деца:
- Кристоф II фон Арним († 20 февруари 1553/11 май 1554), хауптман в Лобург, женен за Катарина фон Хелпке († сл. 1552)
- Липолд II фон Арним († 1582, Брауншвайг), женен за Урсула фон Латорф († сл. 1540)
- Мориц I фон Арним († 1 март 1584) в Крюсов, женен 1552 г. за Лукреция фон Квицов (* 18 януари 1532; † 14 януари 1602)
- Каспар II фон Арним († 4 януари 1579), женен 1558 г. за Анна фон Трот (* 1541; † 8 ноември 1607)
- Катарина фон Арним († сл. 11 юни 1559), омъжена за Ханс фон Биерн († пр. 1559)
- Барбара фон Арним, омъжена за Георг фон Майендорф

Липолд I фон Арним се жени втори път вер. 1511 г. за Барбара фон Шлабрендорф († сл. 15 февруари 1522). Бракът вероятно е бездетен.